# Pardosa wyuta
Pardosa wyuta är en spindelart som beskrevs av Willis J. Gertsch 1934. Pardosa wyuta ingår i släktet Pardosa och familjen vargspindlar. Inga underarter finns listade i Catalogue of Life.